# Seasonic
Sea Sonic Electronics Co., Ltd., je výrobce a prodejce počítačových zdrojů (PSU – Power supply unit). Společnost vznikla v roce 1975 a její hlavní sídlo je na Tchaj-wanu, tato společnost byla dříve orientována na obchodování s výrobci počítačových sestav, kterými byli hlavně společnosti Dell nebo Apple. Jejich první počítačový zdroj vyrobili v roce 1980 pro Apple II a IBM PC. V současnosti je společnost známá pro svůj design u výrobců Antec, Corsair a u jiných výrobců počítačových zdrojů. Všechny prodávané zdroje mají certifikaci 80 Plus.
V roce 2002 společnost založila dceřinou společnost v Kalifornii, USA. Společnost při výrobě počítačových zdrojů používá japonské elektrolytické kondenzátory Nippon Chemi-Con.

## Historie
- 1975 Vznik společnosti
- 1980 Společnost začala dodávat společnostem Apple a Dell napájecí zdroje do svých počítačů
- 1984 Hlavní sídlo společnosti přesunuto do čtvrti Š'-lin v Tchaj-peji
- 1986 Zavedení automatizovaných výrobních procesů
- 1990 Otevření druhé továrny v Tchao-jüan
- 1993 Společnost otevřela své kanceláře v Nizozemsku
- 1994 Otevření továrny v čínském Tung-kuanu
- 1995 SeaSonic zahajuje vývoj ATX zdrojů pro trh s počítači Pentium
- 1997 Továrna v Tung-kuanu obdržela mezinárodní certifikát kvality ISO9002
- 1998 Druhá továrna v Tung-kuan začala vyrábět a hlavní sídlo v Taipenu a pobočka v Tao-Yuan získali certifikát ISO9001
- 1999 Hlavní sídlo v Taipenu přestěhováno na současnou adresu
- 2000 Továrna v Tung-kuanu získala také certifikát ISO9001, jako první použili levné PFC řešení pro korekci harmonického rušení a zpětného vyzařování do sítě
- 2002 Sea Sonic Electronics Co., Ltd. otevřela své kanceláře v Kalifornii, USA a vstoupila na Tchajwanskou burzu
- 2003 Zahájen prodej retailových produktů pod vlastní značkou Seasonic, které získaly doporučení a ocenění na celém světě
- 2004 Kladen důraz na vývoj tichých a ekologických zdrojů (vyšší výkon a vyšší účiník tzv. green zdroje)
- 2005 Kanceláře v USA se přejmenovaly na Sea Sonic Electronics Inc., vlastněny dceřinou společností pro rozvoj vztahů se zákazníky v severní a Jižní Americe.
- 2006 Továrna v Tung-kuanu obdržela certifikát kvality ISO14001 a začala masová produkce.
- 2008 Vstup společnosti na evropský trh
- 2009 Zdroje od společnosti získávají certifikaci 80 Plus